# Département des Affaires étrangères (Irlande)
Pour les articles homonymes, voir Ministère du Commerce.

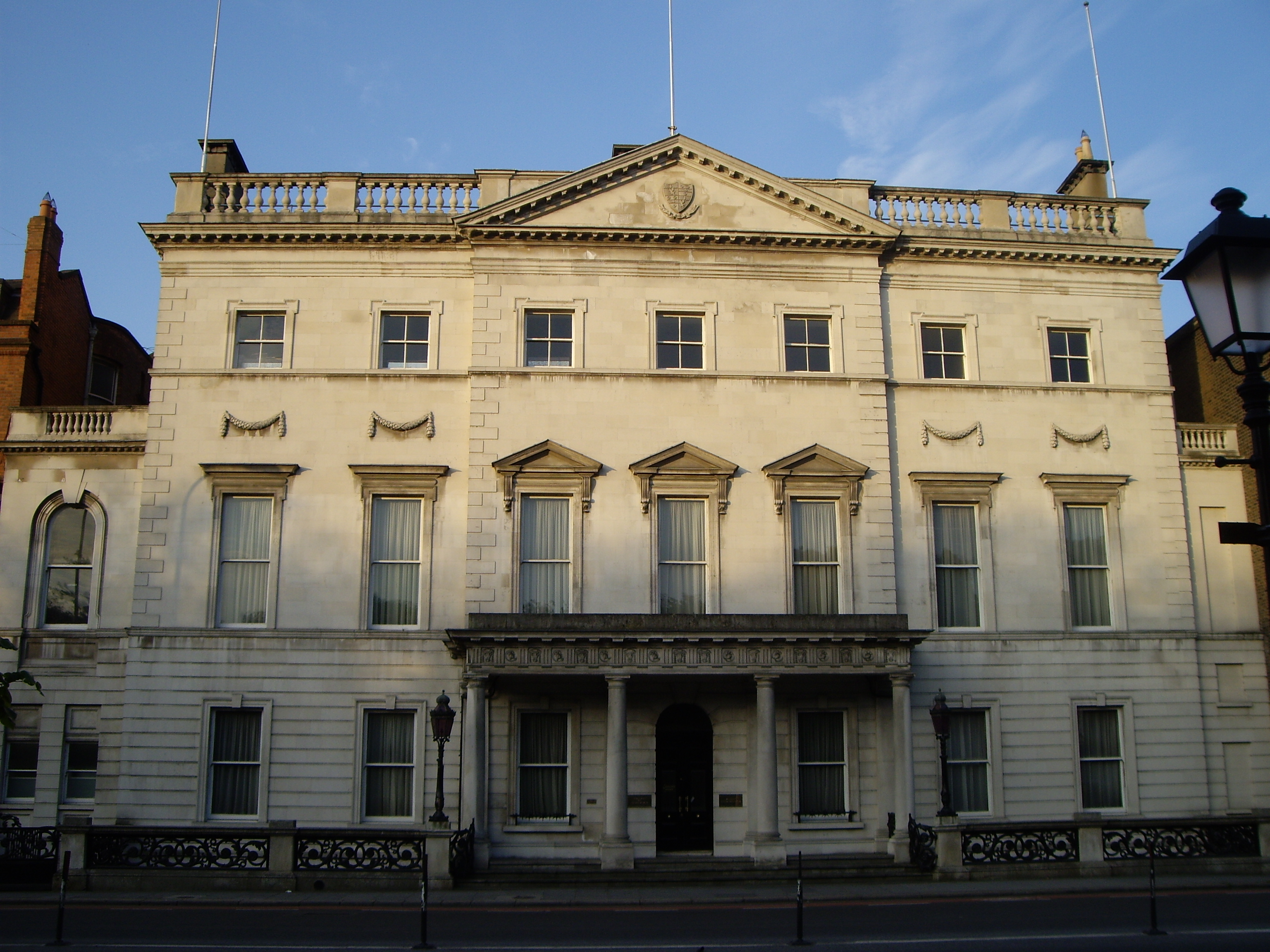
Le ministère des Affaires étrangères d'Irlande, à St Stephen's Green, Dublin.

Le département des Affaires étrangères  (anglais : Department of Foreign Affairs ou irlandais : An Roinn Gnóthaí Eachtracha) est le ministère des Affaires étrangères et du Commerce extérieur du gouvernement de l'Irlande et est responsable de la préparation et la mise en œuvre de la politique étrangère du pays.

## Organisation
Le siège officiel est installé dans Iveagh House, à St Stephen's Green, Dublin 2. Plusieurs ministres travaillent en coopération :
- Ministre des Affaires étrangères : Simon Coveney
  - Secrétaire d’État aux Affaires européennes : Thomas Byrne
  - Secrétaire d’État à l'Aide au développement outre-mer et à la Diaspora : Colm Brophy
- Secrétaire général du département : Niall Burgess

## Histoire
Le ministère des Affaires étrangères a été créé lors de la première réunion du Dáil Éireann, le 21 janvier 1919. Son nom et ses fonctions ont évolué depuis sa création, et les fonctions liées au commerce extérieur ont été ajoutées en 2011. Le département a été appelé la façon suivante :
- Ministère des Affaires étrangères (1919-1922)
- Ministère des Affaires extérieures (1922-1971)
- Ministère des Affaires étrangères (1971-2011)
- Ministère des Affaires étrangères et du Commerce (2011-2020)
- Ministère des Affaires étrangères (2020-en cours)

Plusieurs figures politiques emblématiques de l'Irlande se sont illustrées en tant que ministre des Affaires étrangères :
- Éamon de Valera - qui fut président du Conseil de la Société des Nations et redéfinit la relation de l'Irlande avec la Grande-Bretagne en tant que troisième président de la république d'Irlande libre ; il a suivi une politique de neutralité pendant la Seconde Guerre mondiale.
- Liam Cosgrave - en tant que ministre de 1954 à 1957, il a présidé le Conseil des ministres du Conseil de l'Europe en 1955. Il a également permis l'admission de l'Irlande aux Nations unies et défini ce que devait être la politique étrangère irlandaise.
- Patrick Hillery - au cours de son mandat, il a négocié l'adhésion de l'Irlande la Communauté économique européenne (CEE) et a gagné une grande visibilité internationale lorsqu'en 1972, après l'assassinat de civils à Derry par les parachutistes britanniques (connu sous le nom « Bloody Sunday » ), il s'est rendu à l'Organisation des Nations unies à New York pour demander le maintien de la paix en Irlande du Nord.

### Référence de traduction
- (en) Cet article est partiellement ou en totalité issu de l’article de Wikipédia en anglais intitulé « Department of Foreign Affairs and Trade (Ireland) » (voir la liste des auteurs).